# Caloptilia macranthes
Caloptilia macranthes là một loài bướm đêm thuộc họ Gracillariidae. Nó được tìm thấy ở Hoa Kỳ (Texas).